# Aron Bielski
Aron Bielski (né le 21 juillet 1927), changé plus tard en Aron Bell, est un juif polono-américain et ancien membre du groupe de partisans de Bielski, la plus grande campagne de sauvetage armée des juifs par les juifs pendant la Seconde Guerre mondiale. Il était également connu sous le nom d' Arczyk Bielski. Le plus jeune des quatre frères Bielski, il est le seul encore vivant (Asael est mort en 1945, Tuvia en 1987 et Alexander ["Zus"] en 1995).[réf. nécessaire]

## La vie avec les partisans de Bielski
Les Bielski sont des fermiers à Stankiewicze près de Navahrudak dans l'actuelle Biélorussie, une région qui, au début de la Seconde Guerre mondiale, appartenait à la Seconde République polonaise. En septembre 1939, il fut saisi par l' Union soviétique, qui était alors alliée à l'Allemagne nazie. Après que les Allemands ont lancé l' opération Barbarossa, l'invasion de l'Union soviétique, les frères d'Aron ont créé une organisation de résistance notable, le groupe de partisans Bielski. Aron est devenu membre de ce groupe.
Nechama Tec, qui a écrit un livre à leur sujet, a dit à propos d'Aron: «Parfois, dans la forêt, il servait de guide. Ceux avec qui j'ai parlé conviennent que sa participation et son impact sur la vie du Bielski otriad [un détachement partisan] étaient minimes, presque inexistants. " Alors que Nechama n'a pas pu interviewer Aron, il a été interviewé par Peter Duffy dans le livre de Duffy. Cet auteur, dans le deuxième livre faisant autorité sur les partisans de Bielski, mentionne Aron une trentaine de fois et le cite comme l'une des sources importantes du livre. Duffy a également interviewé Bell pour l'article "Heroes Among Us" (2000), publié dans le New York Times.

## La vie plus tard
Après la guerre, Bielski retourna dans la Pologne dominée par les communistes mais émigra peu de temps après sous le mandat britannique de Palestine. En 1954, il s'installe aux États-Unis d'Amérique, où il rejoint ses frères survivants et leurs familles. Il conduisait et possédait ensuite deux camions à New York.[réf. nécessaire] Aron est le seul membre de la famille Bielski à avoir changé son nom de famille.[réf. nécessaire]

## Héritage
L'acteur anglais George MacKay a interprété Aron dans le film Defiance (2008). MacKay avait alors seize ans, à peu près le même âge qu'Aron pendant la période représentée dans le film.